# Stringfellow Glacier
Stringfellow Glacier är en glaciär i Antarktis. Den ligger i Västantarktis. Argentina, Chile och Storbritannien gör anspråk på området. Stringfellow Glacier ligger 710 meter över havet.
Terrängen runt Stringfellow Glacier är varierad. Trakten är obefolkad. Det finns inga samhällen i närheten.